# 케빈 마이에르
케빈 마이에르(프랑스어: Kevin Mayer, 프랑스어 발음: [kevin majɛʁ, mejɛʁ, majœr], 1992년 2월 10일~)는 프랑스의 육상 선수로 주 종목은 10종경기이다. 2016년 하계 올림픽과 2020년 하계 올림픽 10종경기 부문에서 은메달을 획득했으며 세계 선수권 대회에서 10종경기 부문 금메달 2개를 획득했다. 
2018년 9월 10종경기 세계 기록(9126점)을 달성했으며 현재까지 기록을 유지하고 있다.